# Истанбул: Успомене и град
Истанбул: успомене и град (тур. İstanbul: Hatıralar ve Şehir), роман је писца Орхана Памука (тур. Orhan Ferit Pamuk, Истанбул 7.6.1952), турског књижевника, добитника Нобелове награде за књижевност 2006. године. Књига је написана 2003. године. 

## О делу
Овај роман је аутобиографија самог аутора и биографија Истанбула. Није једноставно писати о граду у коме сте рођени. У књизи се дочарава Истанбул из времена Памуковог детињства и младости.
Почиње као приче о породици, а завршава се описима самог града.
Памук на неки начин описује свој Истанбул и меша личне успомене са историјом и културом самог града.
За аутора је центар дешавања у згради Памук где су на сваком спрату живели рођаци и блиска фамилија. Памук открива различите тајне многобројне породице, али и упознаје читаоце са значајним местима Истанбула, трошним вилама, старим улицама, градским писцима, новинарима, уметницима и злочинцима.
Истанбул је приказан са пуно љубави као величанствен град као раскрсница Истока и Запада.

## Фотографије
Књига је илустрована са мноштвом црно-белих породичних фотографија, фотографија старог Истанбула, Босфора, махала. Породичне фотографије су из Памукове личне колекције које је већину направио његов отац, неколико мајка или стриц. Има фотографија које је лично Орхан направио. Остале фотографије су или од самих аутора фотографа или из архива, фондације Ла Корбизје итд.